# سه تفنگدار (فیلم ۱۹۳۵)
«سه تفنگدار» (انگلیسی: The Three Musketeers (1935 film)) فیلمی در ژانر ماجراجویی به کارگردانی رولند وی. لی است که در سال ۱۹۳۵ منتشر شد.

## بازیگران
- والتر آبل
- ایان کیت
- مارگوت گراهام
- پل لوکاس
- مورونی اولسن
- هدر آنجل
- جان کوالن
- لوسیل بال
- لایونل بلمور
- تام ریکتس
- راس پاول
- ماری کینل
- آنسلو استیونس
- استنلی بلایستون